# رادن صالح

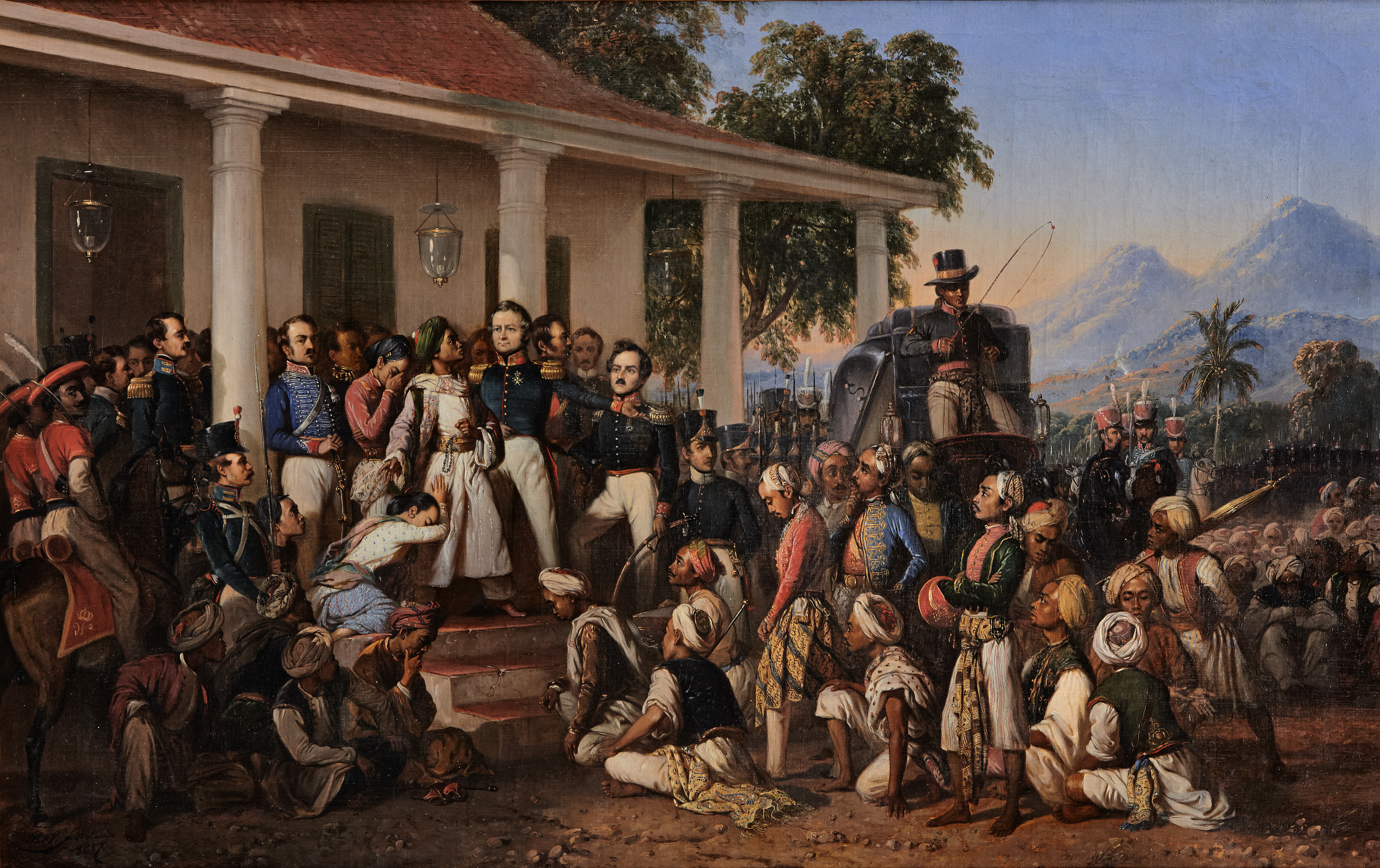
دستگیری شاهزاده دیپونگورو، نام اثری به‌سال ۱۸۵۷ میلادی، از رادن صالح است که اکنون در مالکیت کاخ ریاست‌جمهوری اندونزی قرار دارد.

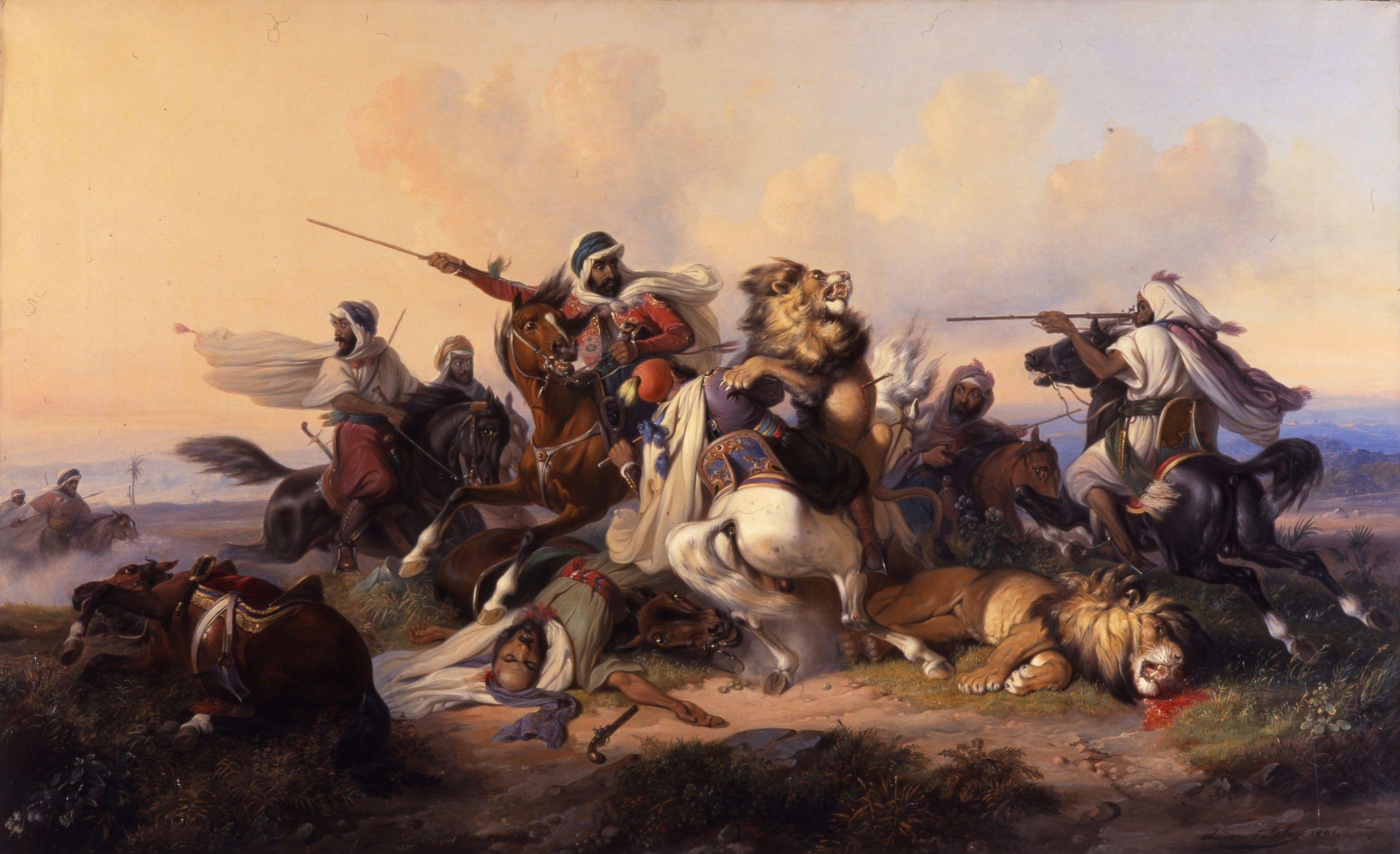
شکار شیر، نام اثری از رادن صالح است که در آن صحنه‌ای حماسی از نبرد شیرها و شکارچیان عرب را در سده ۱۹ میلادی به‌تصویر کشیده‌است. این نگاره اکنون در مالکیت موزه هنرهای خارجی لتونی قرار دارد.

رادن صالح، نقاش اندونزیایی در سدهٔ ۱۹ میلادی بود. او یکی از نقاشان مهم اندونزی به‌شمار می‌آید.